# На волчьей садке
«На волчьей садке» — очерк русского писателя XIX-XX века Антона Павловича Чехова, написанный в 1882 году и впервые опубликованный под псевдонимом «Антоша Ч.» в пятом номере «Литературного приложения журнала „Москва“». Разрешение цензурного комитета было получено 3 февраля.
Рассказчик из очерка посетил публичную травлю волков собаками 6 января 1882 года на Ходынском поле в Москве. Подобное зрелище он называет анахронизмом для европейского города. Собралось множество людей, «сгорающих от нетерпения». Из деревянных ящиков на арене выпускают волка, который не успевает отбежать двух сажен, как его догоняют и убивают. Следующий волк даже не пытается бежать, что не нравится публике. В конце выпускают лисицу, которую догоняет стая гончих, и последнего волка. Публика «очень довольна, дамы в восторге».
Помимо Чехова, в московских газетах и журналах появились отклики на действие на Ходынском поле от других авторов. Алексей Михайлович Пазухин в фельетоне «Травля волков на Ходынке (наброски и сценки)» для газеты «Московский листок» писал: «И уходит народ с садки волков с тяжелым чувством чего-то противного, крайне возмутительного…» Л. И. Гуляев там же напечатал фельетон «Волчья садка»: «А всё славный прогресс <…> Любоваться на волчую садку».
По мнению литературоведа Михаила Петровича Громова, очерк Чехова выделяется среди прочих «остротой типических зарисовок и резким осуждением кровожадного зрелища».
В результате многочисленных негативных откликов в печати уже в 1883 году публичная садка волков не проводилась.